# Liste der Wappen im Rhein-Kreis Neuss
Diese Liste beinhaltet alle in der Wikipedia gelisteten Wappen des Rhein-Kreises Neuss (Nordrhein-Westfalen).

Wappen des Rhein-Kreises Neuss[1]
Der Rhein-Kreis Neuss in Nordrhein-Westfalen

## Wappen der Städte und Gemeinden

Stadt Dormagen[2]
Stadt Grevenbroich[3]
Stadt Jüchen[4]
Stadt Kaarst[5]
Stadt Korschenbroich[6]
Stadt Meerbusch[7]
Kreisstadt Neuss[8]
Gemeinde Rommerskirchen

## Wappen ehemaliger Städte und Gemeinden

Büderich, ein Stadtteil der Stadt Meerbusch
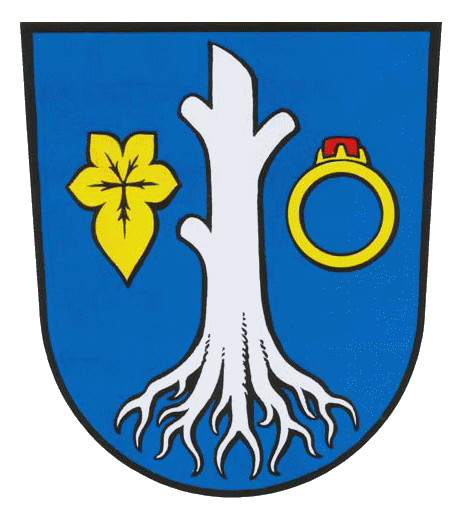
Delrath, ein Ortsteil der Stadt Dormagen
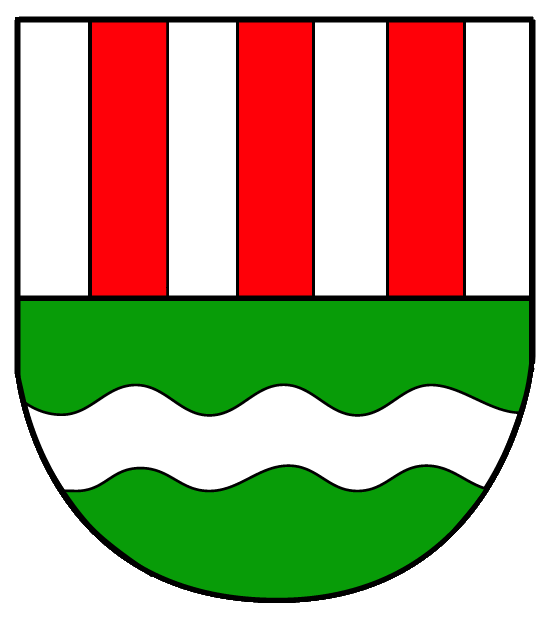
Erfttal, ein Stadtteil der Stadt Neuss
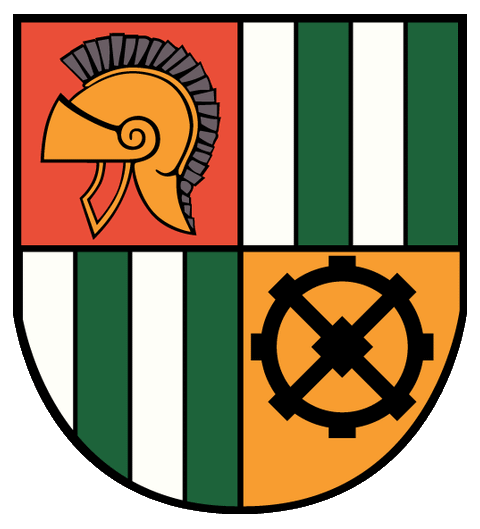
Gnadental, ein Stadtteil der Stadt Neuss
Glehn, ein Stadtteil der Stadt Korschenbroich (Details)
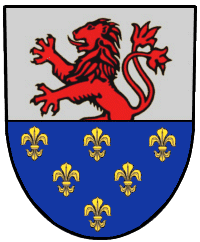
Helpenstein, ein Stadtteil der Stadt Neuss
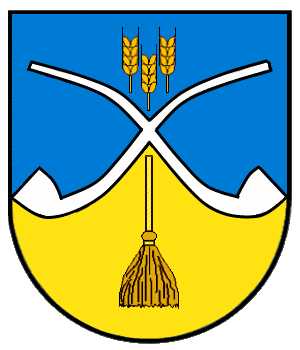
Hoisten, ein Stadtteil der Stadt Neuss
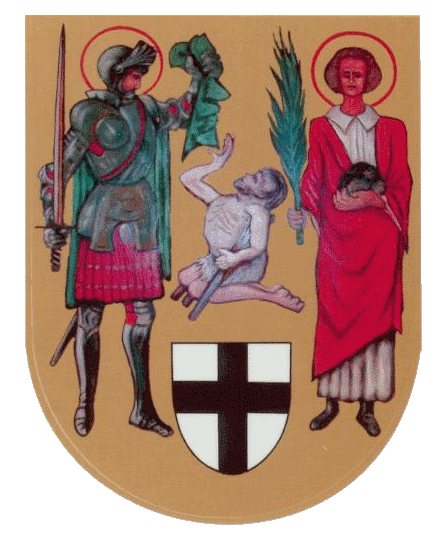
Holzheim, ein Stadtteil der Stadt Neuss
Kleinenbroich, ein Stadtteil der Stadt Korschenbroich (Details)
Lank-Latum, ein Stadtteil der Stadt Meerbusch
Liedberg, ein Stadtteil der Stadt Korschenbroich (Details)
Liedberg, ein Stadtteil der Stadt Korschenbroich[9]
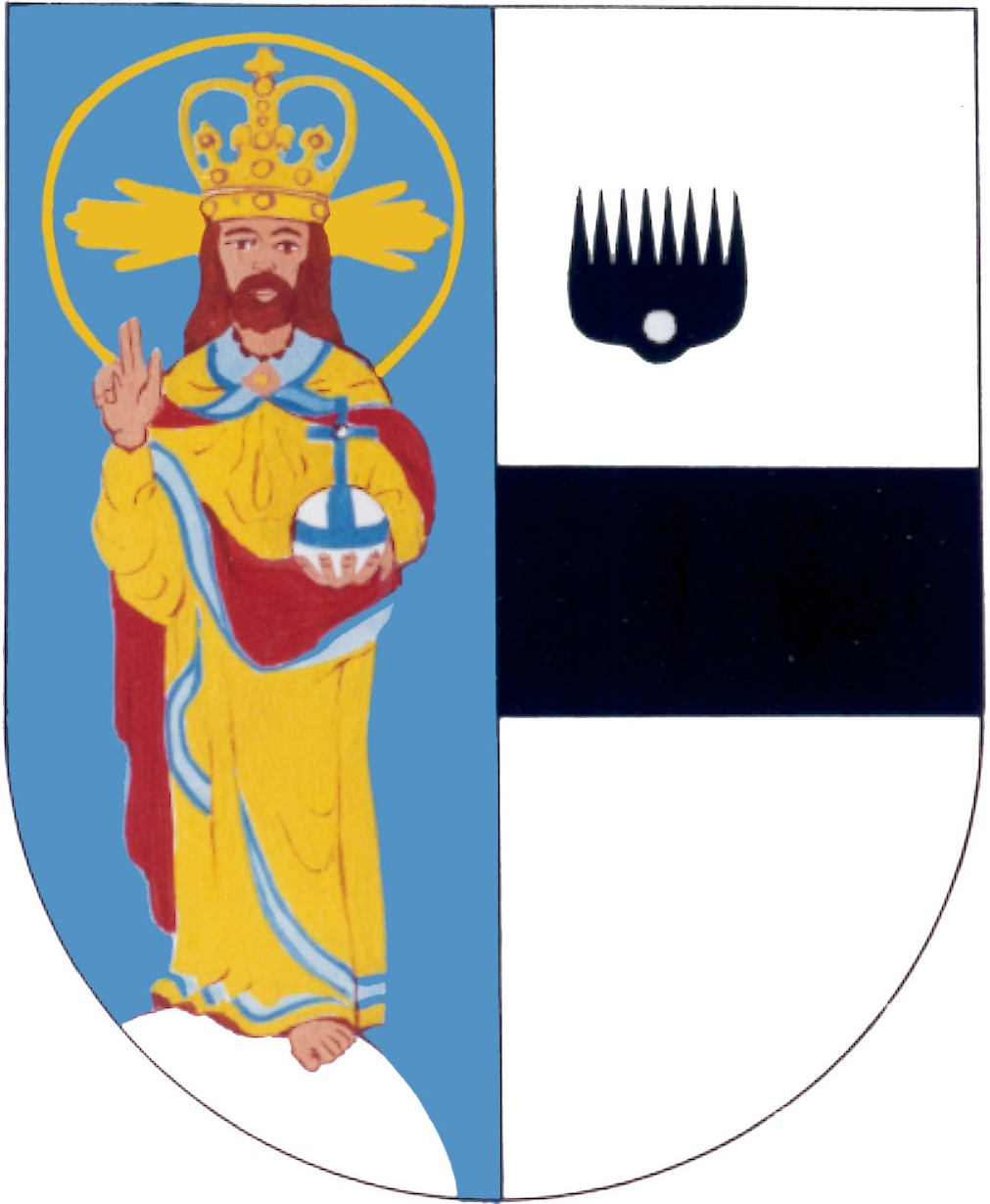
Nievenheim, ein Stadtteil der Stadt Dormagen
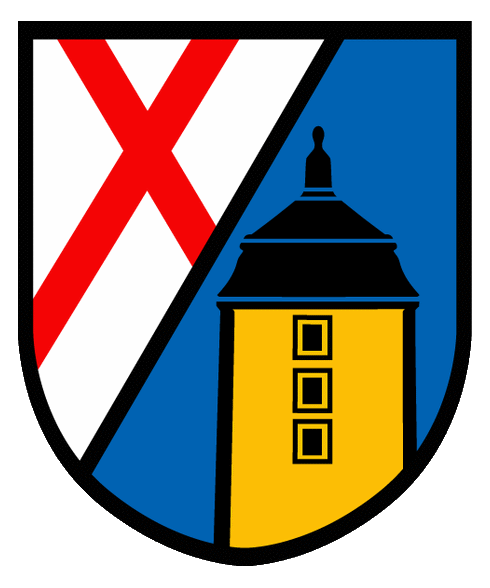
Norf, ein Stadtteil der Stadt Neuss
Osterath, ein Stadtteil der Stadt Meerbusch
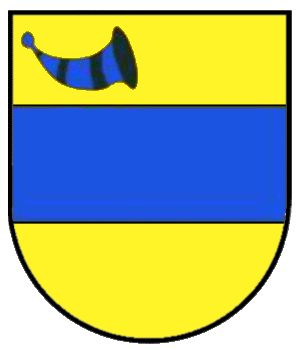
Uedesheim, ein Stadtteil der Stadt Neuss

## Blasonierungen
1. ↑  Rhein-Kreis Neuss: „Im gespaltenen Schild vorne ein schwarzes Kreuz in Silber, hinten ein schwarzer, rotgezungter Löwe in Gold.“
 (§ 3 Absatz 1 der Hauptsatzung des Rhein-Kreises Neuss (Memento des Originals vom 28. September 2007 im Internet Archive)  Info: Der Archivlink wurde automatisch eingesetzt und noch nicht geprüft. Bitte prüfe Original- und Archivlink gemäß Anleitung und entferne dann diesen Hinweis., genehmigt am 2. Mai 1952 für den Kreis Grevenbroich, vom Kreis Neuss, dem heutigen Rhein-Kreis Neuss, fortgeführt)
2. ↑  Dormagen: „Das Wappen zeigt in der oberen Hälfte auf goldenem (gelbem) Grunde einen schreitenden rotbewehrten und -bezungten schwarzen Löwen und durch einen blauen Wellenbalken geteilt in der unteren Hälfte auf silbernem (weißem) Grunde ein geteiltes durchgehendes schwarzes Kreuz.“
 (§ 2 Absatz 2 der Hauptsatzung der Stadt Dormagen vom 8. Februar 2005 (Seite nicht mehr abrufbar, festgestellt im April 2019. Suche in Webarchiven)  Info: Der Link wurde automatisch als defekt markiert. Bitte prüfe den Link gemäß Anleitung und entferne dann diesen Hinweis.)
3. ↑  Grevenbroich: „Es zeigt in Rot eine silberne (weiße) Burg mit hohem gezinntem Torturm und niederem gezinntem Anbau; rechts einen goldenen (gelben) Schild mit einem rotbewehrten und rotbezungten schwarzen Löwen.“
 (§ 2 Absatz 1 der Hauptsatzung der Stadt Grevenbroich vom 22. Dezember 1994 (Memento des Originals vom 28. September 2007 im Internet Archive)  Info: Der Archivlink wurde automatisch eingesetzt und noch nicht geprüft. Bitte prüfe Original- und Archivlink gemäß Anleitung und entferne dann diesen Hinweis. (PDF; 68 kB),)
4. ↑  Jüchen: „In Blau eine silberne Kirche in Seitenansicht, rechts ein goldener Schild mit einem rot gezungten schwarzen Löwen; oben vorne ein zunehmender goldener Mond, hinten ein sechs- strahliger goldener Stern.“
 (§ 2 Absatz 1 der Hauptsatzung der Stadt Jüchen vom 4. November 2004 (Memento des Originals vom 31. Juli 2007 im Internet Archive)  Info: Der Archivlink wurde automatisch eingesetzt und noch nicht geprüft. Bitte prüfe Original- und Archivlink gemäß Anleitung und entferne dann diesen Hinweis.)
5. ↑  Kaarst: „Unter silbernem Schildhaupt, darin ein durchgehendes schwarzes Kreuz, gespalten von Blau und Gold, vorne drei 2:1 gestellte silberne Mühleisen, zwischen denen ein goldener Ring, hinten ein roter von einem silbernen Schwert durchteilter Mantel.“
 (§ 2 Absatz 2 der Hauptsatzung der Stadt Kaarst vom 5. Oktober 2000 (Memento des Originals vom 20. Oktober 2007 im Internet Archive)  Info: Der Archivlink wurde automatisch eingesetzt und noch nicht geprüft. Bitte prüfe Original- und Archivlink gemäß Anleitung und entferne dann diesen Hinweis.)
6. ↑  Korschenbroich: „Gespalten, vorne in Silber (Weiß), ein schwarzes durchgehendes Kreuz, hinten fünfmal geteilt von Gold (Gelb) nach Schwarz.“
 (§ 3 Absatz 1 der Hauptsatzung der Stadt Korschenbroich (Memento des Originals vom 5. April 2016 im Internet Archive)  Info: Der Archivlink wurde automatisch eingesetzt und noch nicht geprüft. Bitte prüfe Original- und Archivlink gemäß Anleitung und entferne dann diesen Hinweis. (PDF; 1,2 MB) vom 29. Februar 2008, genehmigt durch den RP Düsseldorf am  22. Juli 1977)
7. ↑  Meerbusch: „Das Wappen der Stadt Meerbusch zeigt unter dem roten durch Wellenschnitt abgeteilten Schildhaupt acht rote Blätter auf goldenem (gelbem) Feld, die im Stiel sternförmig zusammengeschlossen sind.“
 (vgl.: Stadt Meerbusch - Das Stadtwappen (Seite nicht mehr abrufbar, festgestellt im April 2019. Suche in Webarchiven)  Info: Der Link wurde automatisch als defekt markiert. Bitte prüfe den Link gemäß Anleitung und entferne dann diesen Hinweis., genehmigt am 13. Oktober 1971)
8. ↑  Neuss: „Das Wappen der Stadt Neuss zeigt auf einem von Schwarz und Rot gespaltenen Schild im schwarzen (linken) Feld einen rot bewehrten, goldenen Doppeladler, im roten (rechten) Feld ein durchgehendes silbernes Kreuz. Das Wappen wird von einer goldenen deutschen Kaiserkrone gekrönt. Als Wappenhalter dienen zwei goldene Löwen.“
 (§ 3 Absatz 1 der Hauptsatzung der Stadt Neuss vom 31. Mai 1995 (Memento des Originals vom 28. September 2007 im Internet Archive)  Info: Der Archivlink wurde automatisch eingesetzt und noch nicht geprüft. Bitte prüfe Original- und Archivlink gemäß Anleitung und entferne dann diesen Hinweis.)
9. ↑  Liedberg: „In Blau ein auf dem kurkölnischen Wappenschild stehender Bischof mit goldenem (gelbem) Gewand, silbernem (weißem) Stab und Buch, begleitet von zwei aus dem Wappenschild herauswachsenden silbernen (weißen) Ölzweigen.“
 Amtsblatt für den Regierungsbezirk Düsseldorf, 146. Jahrgang, 1963, S. 213